# Politica dell'Australia
Il sistema politico della federazione australiana si basa su di una democrazia parlamentare e federale di sei stati e territori, fondata il 1º gennaio 1901. I cittadini australiani eleggono sia le legislature degli stati e dei territori, sia i membri del Parlamento australiano, che è suddiviso in due camere ed è basato sul Sistema Westminster.
Si tratta a livello politico di un sistema quasi completamente bipartitico e il voto elettorale è obbligatorio.
Secondo il Democracy Index del 2023 dell'EIU l'Australia è classificata come "full democracy", ovvero come una democrazia completa e solida, posizionandosi come 14º paese al mondo e un punteggio di 8,66.

## Descrizione
Capo dello stato è il monarca britannico, rappresentato dal Governatore Generale dell'Australia. In realtà la funzione del monarca (attualmente Carlo III) e del Governatore è molto limitata e il potere politico reale viene esercitato dal Parlamento e dal governo federale (Consiglio Esecutivo), guidato dal primo ministro.

Schema istituzionale della federazione australiana.

A livello nazionale si tengono elezioni almeno una volta ogni tre anni. Il primo ministro può consigliare al Governatore Generale di indire un'elezione per la Camera dei rappresentanti in qualsiasi momento, ma le elezioni per il Senato possono essere indette solo in certi periodi previsti dalla Costituzione. Il Parlamento del Commonwealth dell'Australia è composto da due camere:
- La Camera dei rappresentanti ha 150 membri, eletti con un mandato di tre anni in collegi uninominali, tramite un sistema di voto alternato conosciuto come voto di preferenza.
- Il Senato ha 76 membri, eletti tramite un sistema preferenziale in collegi statali di dodici seggi e in collegi territoriali di due seggi, con un sistema di voto a liste bloccate. Gli elettori scelgono i senatori del territorio per un mandato di tre anni. I senatori degli stati hanno un mandato di sei anni, con la metà dei seggi rinnovati ogni tre anni.

Principali cariche politiche dell'Australia
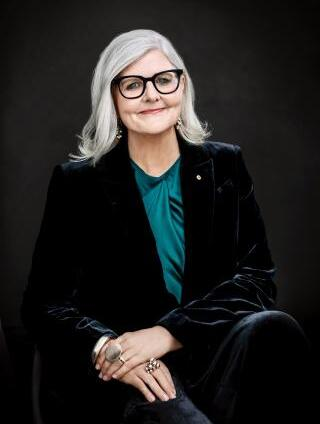
Il Governatore Generale Sam Mostyn, facente funzione di capo dello stato dal 1° luglio 2024.
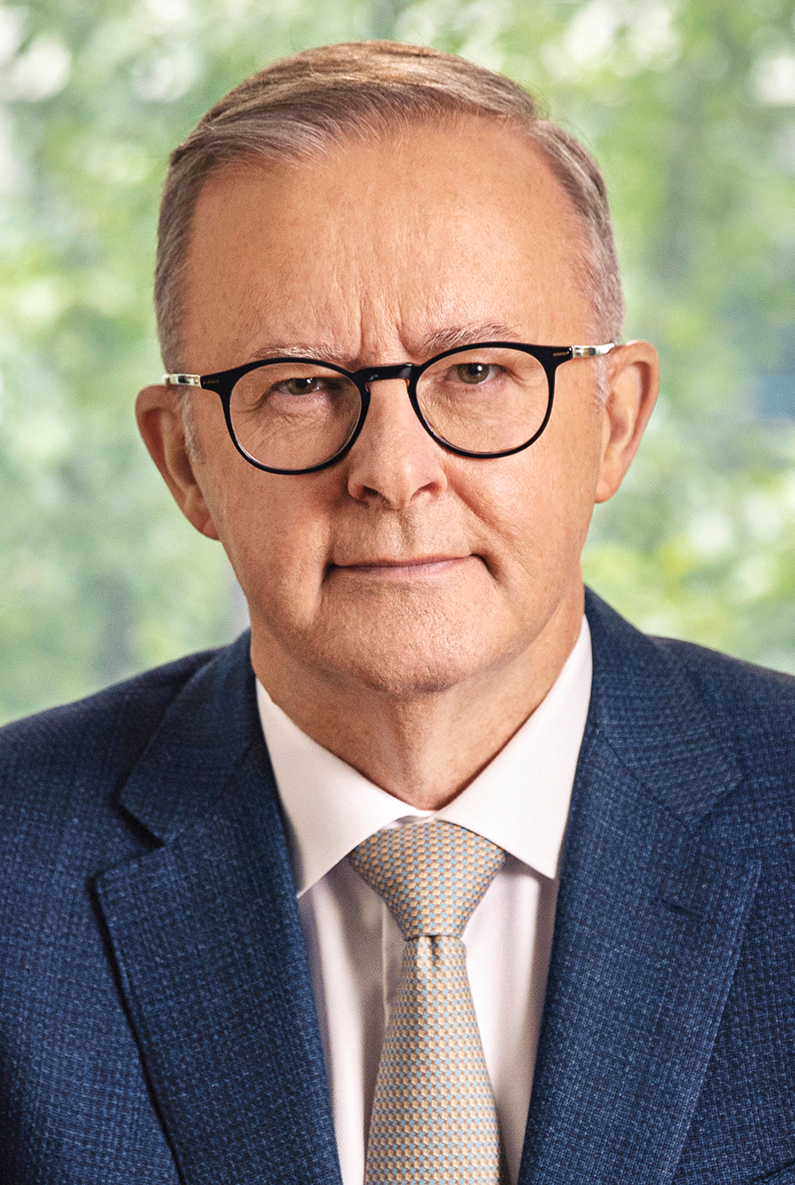
Anthony Albanese, capo del Partito Laburista Australiano, Primo Ministro dal 2022
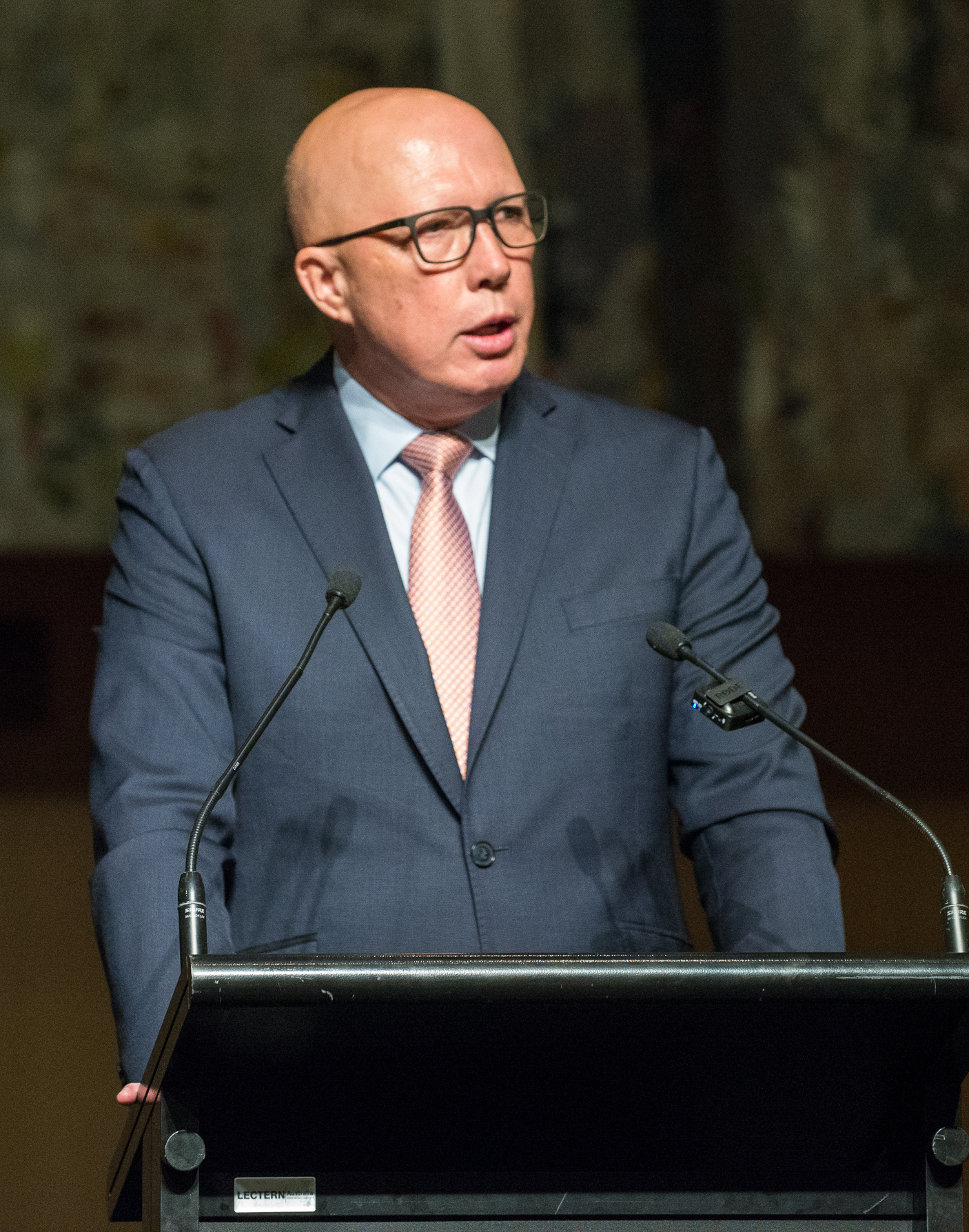
Peter Dutton, leader del Partito Liberale australiano e dell'opposizione dal 30 maggio 2022

## Storia

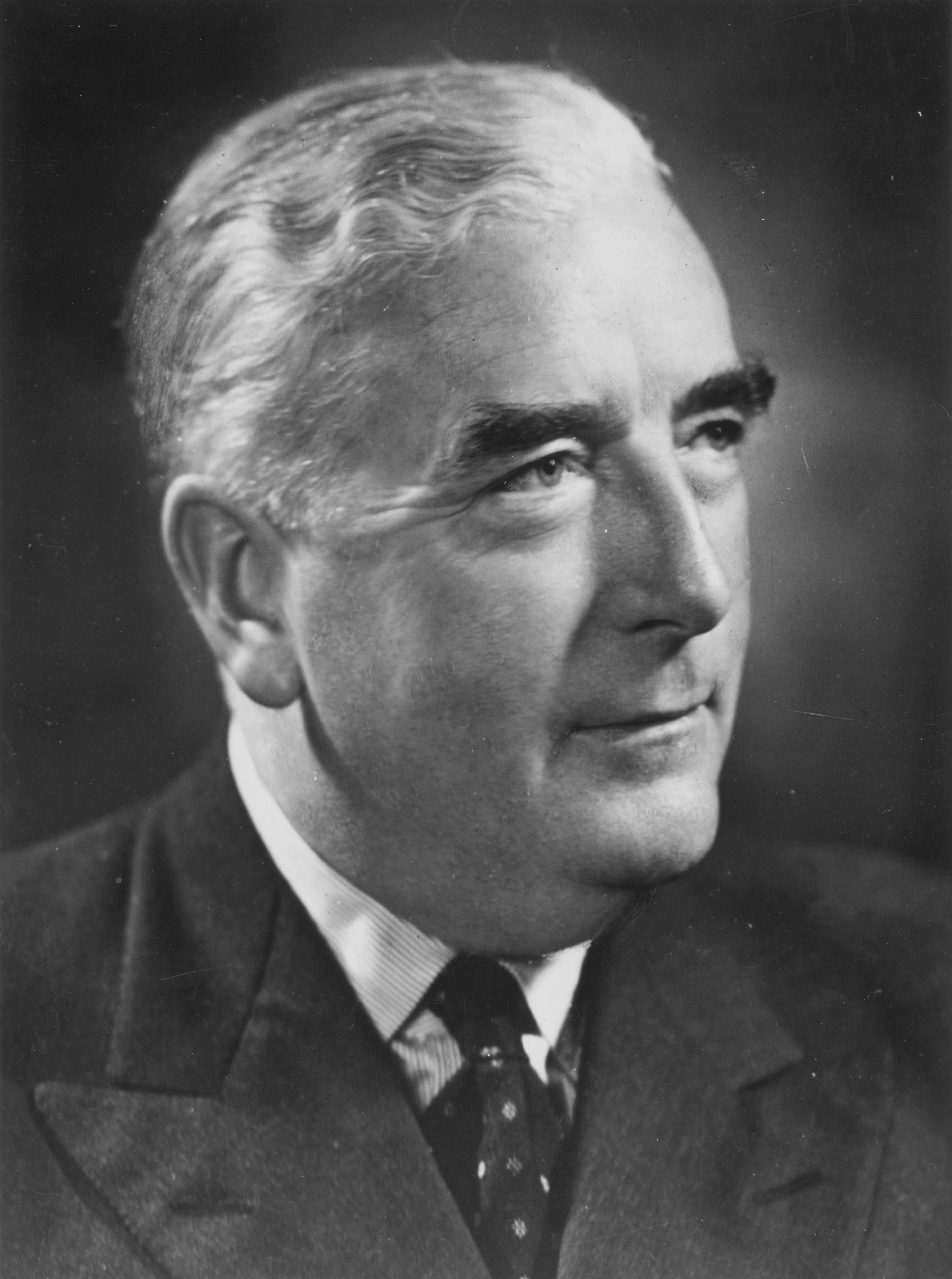
Robert Menzies, primo ministro dell'Australia dal 1949 al 1966.

Dalla formazione della federazione autonoma nel 1901 si sono susseguiti diversi partiti di formazione liberal-conservatrice e laburista, ma sin dagli anni '40 il corso politico dell'Australia è stato dominato da due principali partiti: il Partito Laburista Australiano (ALP) da una parte e il Partito Liberale d'Australia (LP/LPA) con una coalizione di altri piccoli partiti dall'altra.
Poiché dal 1901 il sistema democratico è andato avanti senza interruzioni, generando una continuità istituzionale e di democrazia continua, la Costituzione australiana risulta la decima più antica al mondo e il sistema istituzionale è il 6° più antico.

### I liberal-nazionali al governo (1949 - 1972)
Dal 1949 al 1972 la coalizione di centro-destra liberal-nazionale è stata al governo, conquistando sempre un maggior numero di seggi dei laburisti (sebbene non avendo sempre la maggioranza del voto popolare): Robert Menzies ha servito come primo ministro federale dal 1949 al 1966 ed è colui che è durato in carica più a lungo nella storia politica australiana ed uno dei più duraturi al mondo per continuità della carica ricoperta.

### I governi laburisti di Whitlam e il suo licenziamento (1972 - 1975)

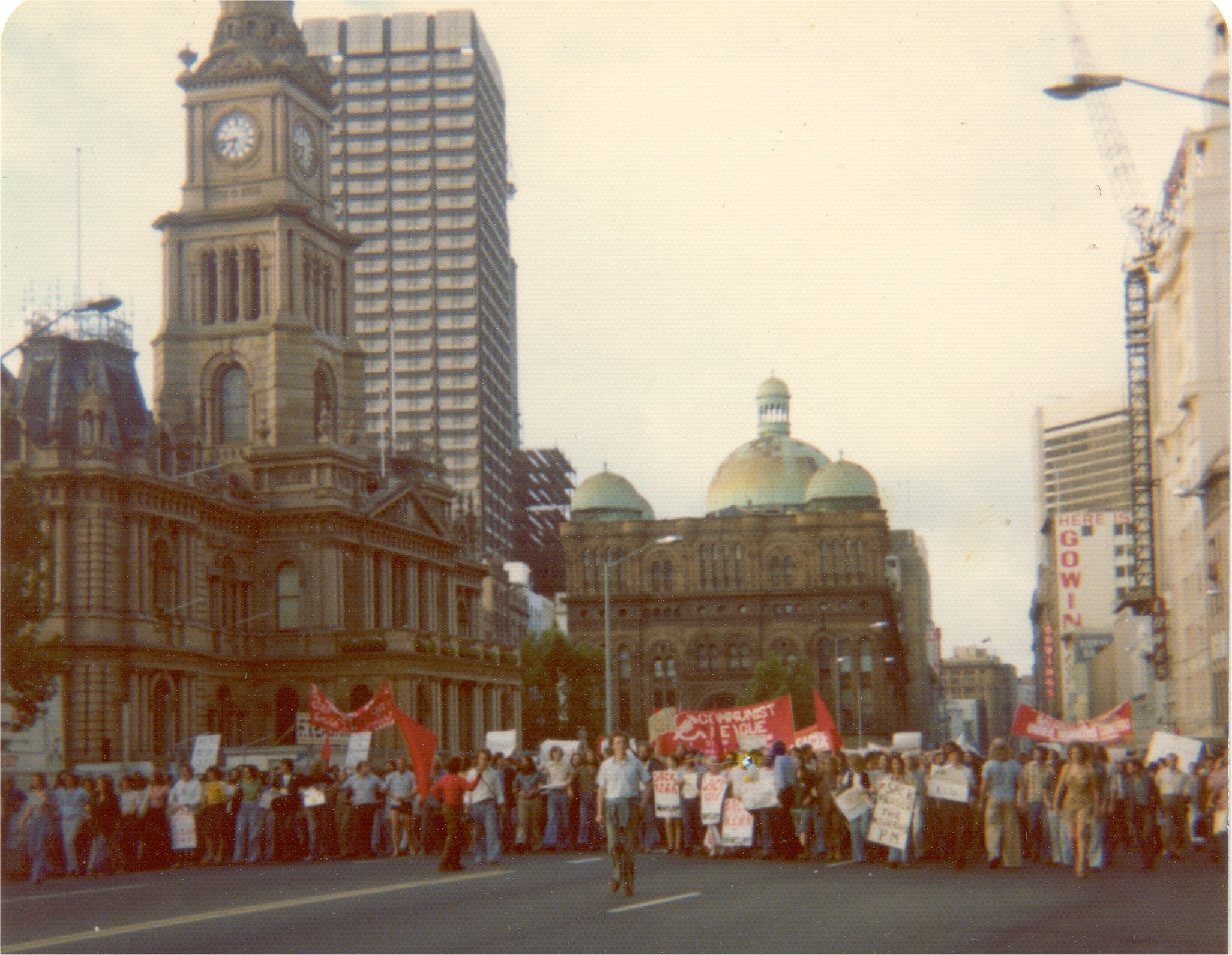
L'11 novembre 1975 è ampiamente ricordato in Australia come il "Whitlam dismissal", il licenziamento del governo Whitlam, che generò critiche e reazioni anche molto violente e dalle conseguenze durature nella storia politica australiana. Nella foto una folla radunatasi a Sydney subito dopo la divulgazione della notizia, quel pomeriggio stesso.

Nel 1972 vinsero le elezioni i laburisti del nuovo leader Gough Whitlam che si ritrovò, però, un Senato di maggioranza opposta. Pur potendo portare avanti diverse riforme, l'11 novembre 1975 il governo Whitlam fu licenziato dal Governatore Generale John Kerr. L'inaspettata dismissione di un governo che aveva il consenso di gran parte dell'opinione pubblica su varie riforme possibili, vide una reazione molto forte del popolo australiano ed è ancora oggi ricordata come il fatto più grave della storia politica australiana.

### Anni successivi
Vinse dunque la coalizione liberal-nazionale che governò fino al 1983, venendo poi sostituiti dai laburisti fino al 1996. Da allora e fino al 2007 i liberal-nazionali tornarono al governo. Seguì un governo laburista fino al 2013, quindi di nuovo uno liberal-nazionale fino al 2022.
Il 21 maggio 2022 vince le elezioni Anthony Albanese, leader laburista di origini italiane e lontane origini albanesi.

## Referendum
Dall'indipendenza del 1901 si sono svolti, al 2024, 45 referendum e plebisciti federali. Gli ultimi referendum approvati sono del 1977, sebbene se ne siano svolti diversi altri nei quarant'anni successivi.
La particolarità delle regole referendarie australiane sta nel fatto che non solo i quesiti referendari debbano essere approvati dalla maggioranza dei votanti, ma che il voto favorevole debba prevalere anche nella maggioranza degli stati australiani (sin dal primo referendum: almeno 4 stati su 6 devono essere favorevoli). Sebbene dai referendum del 1984 possano votare anche i territori australiani, il loro voto fa solo parte del conteggio totale nazionale e non di quello degli stati.